# Capitophorus carduinus
Capitophorus carduinus är en insektsart som först beskrevs av Walker 1850.  Capitophorus carduinus ingår i släktet Capitophorus och familjen långrörsbladlöss. Arten är reproducerande i Sverige. Inga underarter finns listade i Catalogue of Life.